# Schottische Badmintonmeisterschaft 2024
Die Schottische Badmintonmeisterschaft 2024 fand vom 1. bis zum 4. Februar 2024 in Glasgow statt.

## Medaillengewinner
| Disziplin    | Gold                                  | Silber                          | Bronze                         |
| ------------ | ------------------------------------- | ------------------------------- | ------------------------------ |
| Herreneinzel | Callum Smith                          | Angus Meldrum                   | Ciar Pringle                   |
| Herreneinzel | Callum Smith                          | Angus Meldrum                   | James Robertson                |
| Dameneinzel  | Rachel Sugden                         | Lauren Middleton                | Katrina Chan                   |
| Dameneinzel  | Rachel Sugden                         | Lauren Middleton                | Vibha Raman                    |
| Herrendoppel | Christopher Grimley Matthew Grimley   | Jack MacGregor Adam Pringle     | Evan Kenny Josh Taylor         |
| Herrendoppel | Christopher Grimley Matthew Grimley   | Jack MacGregor Adam Pringle     | Callum Crangle Calum Flockhart |
| Damendoppel  | Julie MacPherson Ciara Torrance       | Rachel Andrew Eleanor O’Donnell | Kirsten Berry Sophie Ford      |
| Damendoppel  | Julie MacPherson Ciara Torrance       | Rachel Andrew Eleanor O’Donnell | Amy Craig Brooke Stalker       |
| Mixed        | Christopher Grimley Eleanor O’Donnell | Jack MacGregor Ciara Torrance   | Adam Pringle Rachel Andrew     |
| Mixed        | Christopher Grimley Eleanor O’Donnell | Jack MacGregor Ciara Torrance   | Ciar Pringle Julie MacPherson  |